# New Birth
New Birth, manchmal auch The New Birth, ist eine amerikanische Funk- und R&B-Band, die in den 1970er Jahren aktiv war. Die Gruppe hatte je zehn Hits in den Album- und Single-Charts, zwölf Alben und 18 Singles schafften den Sprung in die R&B-Charts. Am erfolgreichsten waren das Album Birth Day und das daraus ausgekoppelte I Can Understand It aus dem Jahr 1973 sowie die Single Dream Merchant von 1975.

## Biografie
Leslie and Melvin Wilson waren Gospelsänger in Muskegon, Michigan, bevor sie Ende der 1960er Jahre nach Detroit umzogen und zur Funk-Band The Nite-Liters stießen. Durch Anne Bogan von The Marvelettes lernten sie den R&B-Produzenten Harvey Fuqua kennen.
Fuqua, Motown-Songwriter und Produzent Vernon Bullock und Musikindustrie-Veteran Tony Churchill formierten die Band New Birth. Die Gruppe, deren Name einen neuen Sound und einen Anfang symbolisiert, setzte sich aus Mitgliedern der Nite-Liters, des Männer-Gesangsquartetts Now Sounds und des Frauenquartetts Mint Juleps sowie dem Sänger Alan Frye zusammen. Gemeinsam entstand die 1969er Single Pretty Words Don’t Mean a Thing (Lie to Me) sowie das dazugehörige und 1970 folgende Debütalbum The New Birth. Etwas später stießen auch die Mitglieder des Trios Love, Peace & Happiness zu New Birth.
In den 1970er Jahren schafften neun Studioalben den Einstieg in die Popcharts, elf Longplayer platzierten sich in den R&B-Charts. Am erfolgreichsten war Birth Day, das 1973 Platz 1 der R&B-Album-Charts erklomm, die dazugehörige Single I Can Understand It stieg auf Platz 4. It’s Been a Long Time erreichte 1974 Platz 9, Dream Merchant 1975 sogar Platz 1 der R&B-Hitliste. Mit den Singles K-Jee und It’s Impossible (1971), Wildflower (1974) und The Mighty Army (1978) gelang noch vier Mal der Sprung in die R&B-Top-20.
1977 verließen Leslie und Melvin Wilson New Birth, 1979 lösten die verbliebenen Mitglieder die Band auf. Im Jahr 1994 gründeten die Wilsons die Gruppe erneut und tourten wieder durch die Vereinigten Staaten.

## Mitglieder
- Leslie Wilson (Muskegon, Michigan) – Gesang, Perkussion
- Melvin Wilson (Muskegon, Michigan) – Gesang, Perkussion, Songwriting
- Allen Frey (Louisville, Kentucky) – Gesang, Perkussion
- Jerry Bell (Philadelphia) – Gesang
- James Baker (Louisville, Kentucky) – Gesang, Klavier, Keyboard, Perkussion, Songwriting
- Londee Wiggins (Louisville, Kentucky) – Gesang, Perkussion, Songwriting
- Robert Jackson (Louisville, Kentucky) – Trompete, Perkussion, Gesang, Songwriting
- Carl McDaniel (Dayton, Ohio) – Gitarre
- Charles Hearndon (Detroit, Michigan) – Gitarre
- Leroy Taylor (Louisville, Kentucky) – Gitarre
- Austin Lander (Louisville, Kentucky) – Saxophon
- Tony Churchill (Louisville, Kentucky) – Saxophon
- Robin Russell (Los Angeles, California) – Schlagzeug, Perkussion
- Nate Neblett (Louisville, Kentucky, * in Nashville, Tennessee) – Schlagzeug

## Diskografie

### Alben
| Jahr | Titel                                | Höchstplatzierung, Gesamtwochen, AuszeichnungChartplatzierungen (Jahr, Titel, Platzierungen, Wochen, Auszeichnungen, Anmerkungen) | Höchstplatzierung, Gesamtwochen, AuszeichnungChartplatzierungen (Jahr, Titel, Platzierungen, Wochen, Auszeichnungen, Anmerkungen) | Anmerkungen                                  |
| Jahr | Titel                                | US | R&B | Anmerkungen                                  |
| ---- | ------------------------------------ | --- | --- | -------------------------------------------- |
| 1971 | Morning, Noon & the Nite-Liters      | US167 (13 Wo.)US | R&B31 (12 Wo.)R&B | Instrumentalalbum als The Nite-Liters        |
| 1971 | Ain’t No Big Thing, but It’s Growing | US189 (2 Wo.)US | R&B50 (2 Wo.)R&B | Aufnahme: RCA’s Mid-America Recording Center |
| 1972 | Coming Together                      | — | R&B40 (4 Wo.)R&B |                                              |
| 1972 | Instrumental Directions              | US198 (2 Wo.)US | R&B41 (3 Wo.)R&B | Instrumentalalbum als The Nite-Liters        |
| 1973 | Birth Day                            | US31 (29 Wo.)US | R&B1 (29 Wo.)R&B |                                              |
| 1973 | A-nal-y-sis                          | — | R&B34 (8 Wo.)R&B | als The Nite-Liters                          |
| 1974 | It’s Been a Long Time                | US50 Gold · (31 Wo.)US | R&B7 (44 Wo.)R&B |                                              |
| 1974 | Comin’ from All Ends                 | US56 (15 Wo.)US | R&B20 (18 Wo.)R&B |                                              |
| 1975 | Blind Baby                           | US57 (17 Wo.)US | R&B17 (15 Wo.)R&B |                                              |
| 1976 | Love Potion                          | US168 (4 Wo.)US | R&B22 (12 Wo.)R&B |                                              |
| 1977 | Behold the Mighty Army               | US164 (6 Wo.)US | R&B28 (12 Wo.)R&B | feat. Leslie Wilson                          |

Weitere Alben
- 1970: The Nite-Liters (als The Nite-Liters)
- 1970: The New Birth
- 1972: Different Strokes (als The Nite-Liters)
- 1976: Reincarnation
- 1976: The New Birth Disco
- 1976: Love Potion
- 1979: Platinum City
- 1982: I’m Back

### Kompilationen
| Jahr | Titel                     | Höchstplatzierung, Gesamtwochen, AuszeichnungChartplatzierungen (Jahr, Titel, Platzierungen, Wochen, Auszeichnungen, Anmerkungen) | Höchstplatzierung, Gesamtwochen, AuszeichnungChartplatzierungen (Jahr, Titel, Platzierungen, Wochen, Auszeichnungen, Anmerkungen) | Anmerkungen |
| Jahr | Titel                     | US | R&B | Anmerkungen |
| ---- | ------------------------- | --- | --- | ----------- |
| 1975 | The Best of the New Birth | US175 (2 Wo.)US | R&B45 (5 Wo.)R&B |             |

Weitere Kompilationen
- 1988: Golden Classics
- 1995: The Very Best of the New Birth Inc.
- 1998: Wild Flowers: Best of the New Birth
- 2001: Greatest Funk Classics

### Singles
| Jahr | Titel Album                                          | Höchstplatzierung, Gesamtwochen, AuszeichnungChartplatzierungen (Jahr, Titel, Album, Platzierungen, Wochen, Auszeichnungen, Anmerkungen) | Höchstplatzierung, Gesamtwochen, AuszeichnungChartplatzierungen (Jahr, Titel, Album, Platzierungen, Wochen, Auszeichnungen, Anmerkungen) | Anmerkungen         |
| Jahr | Titel Album                                          | US | R&B | Anmerkungen         |
| ---- | ---------------------------------------------------- | --- | --- | ------------------- |
| 1971 | K-Jee Morning, Noon & the Nite-Liters                | US39 (16 Wo.)US | R&B17 (13 Wo.)R&B | als The Nite-Liters |
| 1971 | It’s Impossible Ain’t No Big Thing, but It’s Growing | US52 (9 Wo.)US | R&B12 (14 Wo.)R&B |                     |
| 1972 | Afro-Strut Instrumental Directions                   | US49 (8 Wo.)US | R&B24 (9 Wo.)R&B | als The Nite-Liters |
| 1972 | I Don’t Want to Do Wrong Coming Together             | — | R&B41 (3 Wo.)R&B |                     |
| 1972 | Unh Song Coming Together                             | — | R&B45 (2 Wo.)R&B |                     |
| 1973 | I Can Understand It Birth Day                        | US35 (13 Wo.)US | R&B4 (12 Wo.)R&B |                     |
| 1973 | Until It’s Time for You to Go Birth Day              | US97 (3 Wo.)US | R&B21 (10 Wo.)R&B |                     |
| 1974 | It’s Been a Long Time                                | US66 (6 Wo.)US | R&B9 (17 Wo.)R&B |                     |
| 1974 | Wildflower Golden Classics                           | US45 (9 Wo.)US | R&B17 (13 Wo.)R&B |                     |
| 1974 | I Wash My Hands of the Whole Damn Deal, Part I       | US88 (3 Wo.)US | R&B46 (9 Wo.)R&B |                     |
| 1975 | Comin’ from All Ends                                 | — | R&B76 (8 Wo.)R&B |                     |
| 1975 | Granddaddy (Part 1) Blind Baby                       | US95 (3 Wo.)US | R&B28 (9 Wo.)R&B |                     |
| 1975 | Dream Merchant Blind Baby                            | US36 (11 Wo.)US | R&B1 (16 Wo.)R&B |                     |
| 1976 | Fallin’ in Love – Part I Love Potion                 | — | R&B51 (6 Wo.)R&B |                     |
| 1976 | The Long and Winding Road Love Potion                | — | R&B91 (5 Wo.)R&B |                     |
| 1977 | Deeper Behold the Mighty Army                        | — | R&B65 (10 Wo.)R&B |                     |
| 1978 | The Mighty Army Behold the Mighty Army               | — | R&B19 (7 Wo.)R&B |                     |
| 1979 | I Love You Platinum City                             | — | R&B28 (11 Wo.)R&B |                     |

Weitere Singles
- 1969: Pretty Words Don’t Mean a Thing (Lie to Me)
- 1971: Honeybee
- 1972: Come Back into My Life
- 1972: Two Kinds of People (I Am)
- 1973: Oh, Baby, I Love the Way
- 1974: Comin’ from All Ends
- 1974: What’ll I Do
- 1975: Do It Again
- 1976: We Are All God’s Children
- 1978: How Will I Live
- 1982: Kute Girls